# Euphrasia disperma
Euphrasia disperma är en snyltrotsväxtart som beskrevs av Joseph Dalton Hooker. Euphrasia disperma ingår i släktet ögontröster, och familjen snyltrotsväxter. Inga underarter finns listade i Catalogue of Life.